# Norman Brownlee
Norman Edward Brownlee (* 7. Februar 1896 in Algiers; † 9. April 1967 in Pensacola) war ein US-amerikanischer Jazzmusiker (Piano, auch Saxophon, Komposition).

## Leben und Wirken
Brownlee leitete von 1920 bis 1930 in New Orleans das Brownlee’s Orchestra of New Orleans, dem u. a. Alonzo Crumby, Behrman French, Hal Jordy, Sharkey Bonano und Tom Brown angehörten. Für kurze Zeit spielte auch der Trompeter Emmett Hardy in seiner Band. Im Januar 1925 nahm Brownlee’s Orchestra (u. a. mit Harry Shields und Johnny Wiggs) zwei Kompositionen Brownlees für Okeh auf, „Dirty Rag“ und „Peculiar“; an diesem Studiotermin konnte Hardy krankheitsbedingt nicht mehr mitwirken (er starb im Juni 1925 an Tuberkulose). Über Brownless weiteres Leben ist nichts bekannt.